# Тень (фильм, 1956)
«Тень» или «Кто он?» (пол. Cień) — кинофильм режиссёра Ежи Кавалеровича, вышедший на экраны в 1956 году. Сюжет основан на рассказах Александра Сцибор-Рыльского. Лента номинировалась на премию BAFTA за лучший фильм, а также принимала участие в конкурсной программе Каннского кинофестиваля.

## Сюжет
Влюблённая парочка случайно становится свидетелем того, как мужчина выпрыгивает из поезда на полном ходу. В его карманах нет никаких документов, а его лицо оказывается столь изуродованным, что опознать личность погибшего решительно невозможно. Как узнать, кто он? Представитель полиции, занимающийся этим делом, выражает уверенность, что докопается до истины, ведь каждый человек отбрасывает в окружающий мир тень, по которой можно определить его присутствие. Доктор Кнышин, однако, не соглашается с молодым офицером, ведь всегда есть вероятность, что тайное так и останется тайным. В качестве примера врач рассказывает историю, которая случилась с ним в 1943 году в оккупированной Варшаве и которая до сих пор не даёт ему покоя...

## В ролях
- Зыгмунт Кенстович — Кнышин (советский дубляж — Владимир Кенигсон)
- Адольф Хроницкий — Карбовский (советский дубляж — Борис Евгенев)
- Эмиль Каревич — Ясичка (советский дубляж — Александр Баранов)
- Игнацы Маховский — Тень (советский дубляж — Иван Рыжов)
- Тадеуш Юраш — Микула (советский дубляж — Виктор Рождественский)
- Болеслав Плотницкий — железнодорожник (советский дубляж — Борис Баташёв)
- Богдан Эймонт — офицер (советский дубляж — Степан Бубнов)
- Веслав Голас — подпольщик
- Станислав Микульский — блондин
- Роман Клосовский — Витольд
- Антони Юраш — лейтенант Антони (советский дубляж — Яков Балиев)
- Витольд Пыркош — Малютка
- Зигмунт Зинтель — связной Малютки

Фильм дублирован на киностудии «Союзмультфильм» в 1956 году.
- Режиссёр дубляжа — Георгий Калитиевский
- Звукооператор — Борис Фильчиков